# Christ aux outrages
Le Christ aux outrages  ou Dérision du Christ (en italien, Cristo deriso) est le sujet d'une peinture sacrée, une fresque réalisée par Fra Angelico de la cellule 7 située dans le 3e couloir du dortoir des moines du couvent San Marco, à Florence.

## Postérité
La fresque fait partie du musée imaginaire de l'historien français Paul Veyne, qui le décrit dans son ouvrage justement intitulé Mon musée imaginaire. Elle relève également des « 105 œuvres décisives de la peinture occidentale » constituant celui de Michel Butor.